# Sadarpur
Sadarpur (en bengali : সদরপুর) est une upazila du Bangladesh dans le district de Faridpur. En 1991, on y dénombrait 172 059 habitants.